# Biblioteca Maldotti
La Biblioteca Maldotti è una biblioteca pubblica nata a Guastalla il 14 agosto 1801. La Biblioteca Maldotti è una delle più importanti istituzioni culturali della provincia di Reggio Emilia.

## Storia
Nel suo testamento del 1791 mons. Marco Antonio Maldotti legò a favore della città di Guastalla la sua libreria composta da oltre 5.000 volumi. Maldotti fornì la biblioteca di una dote sufficiente per mantenerla ed aumentarla; la dote ammontava a 19,832 79 lire, cui si aggiunsero altre 1000 lire legate dal barone Bianchi Maldotti con il suo testamento del 2 giugno 1853. La direzione della biblioteca venne affidata dal testatore ad una Congregazione composta dall'ordinario diocesano, da un delegato governativo, dall'Arciprete parroco della Cattedrale, da un delegato della Comunità di Guastalla (oggi il sindaco del Comune) e da un delegato del Capitolo della Cattedrale. La Congregazione della biblioteca venne formalmente istituita il 10 marzo 1812. Il piano organico e disciplinare della Congregazione fu approvato con dispaccio della Prefettura del 10 maggio 1813. N° 898. Il 2 giugno 1817 la biblioteca venne aperta in una sala dell'ex convento dei Serviti. La biblioteca si arricchì rapidamente con le librerie degli ordini religiosi soppressi già presenti a Guastalla, con acquisti e donazioni. A causa dell'aumento del numero di volumi la Congregazione fece appello alla Duchessa di Parma Maria Luisa d'Asburgo-Lorena, che, con Decreto 26 febbraio 1832, donò alla biblioteca l'ex convento dei Teatini. Tuttavia l'ex convento dei Teatini non poteva essere adattato all'uso della biblioteca se non a fronte di gravi spese, alle quali l'amministrazione non poteva sopperire per ristrettezza di mezzi. La Congregazione decise pertanto di vendere l'ex convento e fabbricare un imponente palazzo, oggi sito in via Garibaldi a Guastalla, che fu donato alla biblioteca dal Duca di Modena Francesco V con Decreto 29 marzo 1856. Il numero dei volumi è cresciuto fino a comprendere oltre 100.000 volumi, tra i quali una ventina di incunaboli, oltre 1500 cinquecentine, edizioni di pregio dei secoli successivi e importanti archivi. Il più importante tra questi è il Fondo Gonzaga, che raccoglie documenti della famiglia che dominò Guastalla dal 1539 al 1746. La Congregazione presenta ogni anno i suoi bilanci preventivi ed i suoi conti consuntivi al Consiglio comunale di Guastalla.